# Dirty Mind (album)
Dirty Mind je treći studijski album američkog glazbenika Princea. Ovim albumom postavio je temelje svojeg novog stila kojega se držao do kraja 1980-ih. Objavila ga je diskografska kuća Warner Bros. Records na dan 8. listopada 1980. Dirty Mind nije bio pretjerano komercijalno uspješan, ali je zato bio hvaljen od strane kritičara i bio je popularan kod više različitih grupa slušatelja zbog svojeg miješanja glazbenih žanrova.
| 1. | »Dirty Mind«               | 4:14 |
| 2. | »When You Were Mine«       | 3:47 |
| 3. | »Do It All Night«          | 3:42 |
| 4. | »Gotta Broken Heart Again« | 2:16 |

| 5. | »Uptown«  | 5:32 |
| 6. | »Head«    | 4:44 |
| 7. | »Sister«  | 1:31 |
| 8. | »Partyup« | 4:24 |